# Supercopa de Portugal 1979
La Supercopa de Portugal 1979 —también conocida por el nombre de Supercopa Cândido de Oliveira— fue la primera edición de la Supercopa de Portugal, torneo nacional organizado por la Federación Portuguesa de Fútbol (FPF). La Supercopa se jugó en el Estádio das Antas de la ciudad de Oporto el 17 de agosto de 1979. Fue disputada por el FC Porto, campeón de la Primeira Divisão 1978-79 y el Boavista FC, ganador de la Copa de Portugal 1978-79.
En esta edición, ambos clubes llegaron como campeones de la primera división y copa. El primer gol fue anotado por el Boavista, a través del futbolista Augusto al primer minuto de la etapa inicial. En la etapa complementaria, el mismo jugador aventajó a su club con el segundo gol al minuto 72. Finalmente, el Porto descontó a los 78 minutos por medio de Romeu Silva.
En esta Supercopa solo se disputó un partido a diferencia de muchas otras en Europa, donde se programan dos encuentros. Para el Boavista fue el primer título oficial en la competición y el primer subcampeonato para el Porto. Al final del partido se presentaron varios disturbios, por lo que el trofeo fue entregado una semana después en el Estádio do Bessa XXI, propiedad del Boavista FC.

## Partido
| 1     | POR   | Luís Matos         |  |
| 2     | DEF   | António Taí        |  |
| 3     | DEF   | Adão da Silva      |  |
| 4     | DEF   | Artur Nogueira     |  |
| 5     | MED   | Eliseu Ramalho     |  |
| 6     | MED   | Óscar              |  |
| 7     | MED   | Ailton Ballesteros |  |
| 8     | MED   | Manuel Barbosa     |  |
| 9     | DEL   | Salvador Almeida   |  |
| 10    | DEL   | Júlio Augusto      |  |
| 11    | DEL   | Mário Moinhos      |  |
| D. T. | D. T. | Mário Lino         |  |

| 1     | POR   | João Fonseca       |  |
| 2     | DEF   | Jacinto Simões     |  |
| 3     | DEF   | Carlos Simões      |  |
| 4     | DEF   | Alfredo Murça      |  |
| 5     | MED   | Quinito            |  |
| 6     | MED   | Rodolfo Reis       |  |
| 7     | MED   | António Frasco     |  |
| 8     | MED   | Romeu Silva        |  |
| 9     | DEL   | Fernando Gomes     |  |
| 10    | DEL   | José Alberto Costa |  |
| 11    | DEL   | Albertino Pereira  |  |
| D. T. | D. T. | José Maria Pedroto |  |

| 1' · 72' | Augusto Augusto | 1:0 2-0 |

| 78' | Romeu | 2:1 |

| 1     | POR   | Luís Matos         |  |
| 2     | DEF   | António Taí        |  |
| 3     | DEF   | Adão da Silva      |  |
| 4     | DEF   | Artur Nogueira     |  |
| 5     | MED   | Eliseu Ramalho     |  |
| 6     | MED   | Óscar              |  |
| 7     | MED   | Ailton Ballesteros |  |
| 8     | MED   | Manuel Barbosa     |  |
| 9     | DEL   | Salvador Almeida   |  |
| 10    | DEL   | Júlio Augusto      |  |
| 11    | DEL   | Mário Moinhos      |  |
| D. T. | D. T. | Mário Lino         |  |

| 1     | POR   | João Fonseca       |  |
| 2     | DEF   | Jacinto Simões     |  |
| 3     | DEF   | Carlos Simões      |  |
| 4     | DEF   | Alfredo Murça      |  |
| 5     | MED   | Quinito            |  |
| 6     | MED   | Rodolfo Reis       |  |
| 7     | MED   | António Frasco     |  |
| 8     | MED   | Romeu Silva        |  |
| 9     | DEL   | Fernando Gomes     |  |
| 10    | DEL   | José Alberto Costa |  |
| 11    | DEL   | Albertino Pereira  |  |
| D. T. | D. T. | José Maria Pedroto |  |

| 1' · 72' | Augusto Augusto | 1:0 2-0 |

| 78' | Romeu | 2:1 |

| 1     | POR   | Luís Matos         |  |
| 2     | DEF   | António Taí        |  |
| 3     | DEF   | Adão da Silva      |  |
| 4     | DEF   | Artur Nogueira     |  |
| 5     | MED   | Eliseu Ramalho     |  |
| 6     | MED   | Óscar              |  |
| 7     | MED   | Ailton Ballesteros |  |
| 8     | MED   | Manuel Barbosa     |  |
| 9     | DEL   | Salvador Almeida   |  |
| 10    | DEL   | Júlio Augusto      |  |
| 11    | DEL   | Mário Moinhos      |  |
| D. T. | D. T. | Mário Lino         |  |

| 1     | POR   | João Fonseca       |  |
| 2     | DEF   | Jacinto Simões     |  |
| 3     | DEF   | Carlos Simões      |  |
| 4     | DEF   | Alfredo Murça      |  |
| 5     | MED   | Quinito            |  |
| 6     | MED   | Rodolfo Reis       |  |
| 7     | MED   | António Frasco     |  |
| 8     | MED   | Romeu Silva        |  |
| 9     | DEL   | Fernando Gomes     |  |
| 10    | DEL   | José Alberto Costa |  |
| 11    | DEL   | Albertino Pereira  |  |
| D. T. | D. T. | José Maria Pedroto |  |

| 1' · 72' | Augusto Augusto | 1:0 2-0 |

| 78' | Romeu | 2:1 |

| 1     | POR   | Luís Matos         |  |
| 2     | DEF   | António Taí        |  |
| 3     | DEF   | Adão da Silva      |  |
| 4     | DEF   | Artur Nogueira     |  |
| 5     | MED   | Eliseu Ramalho     |  |
| 6     | MED   | Óscar              |  |
| 7     | MED   | Ailton Ballesteros |  |
| 8     | MED   | Manuel Barbosa     |  |
| 9     | DEL   | Salvador Almeida   |  |
| 10    | DEL   | Júlio Augusto      |  |
| 11    | DEL   | Mário Moinhos      |  |
| D. T. | D. T. | Mário Lino         |  |

| 1     | POR   | João Fonseca       |  |
| 2     | DEF   | Jacinto Simões     |  |
| 3     | DEF   | Carlos Simões      |  |
| 4     | DEF   | Alfredo Murça      |  |
| 5     | MED   | Quinito            |  |
| 6     | MED   | Rodolfo Reis       |  |
| 7     | MED   | António Frasco     |  |
| 8     | MED   | Romeu Silva        |  |
| 9     | DEL   | Fernando Gomes     |  |
| 10    | DEL   | José Alberto Costa |  |
| 11    | DEL   | Albertino Pereira  |  |
| D. T. | D. T. | José Maria Pedroto |  |

| 1' · 72' | Augusto Augusto | 1:0 2-0 |

| 78' | Romeu | 2:1 |